# Amphiblemma molle
Amphiblemma molle är en tvåhjärtbladig växtart som beskrevs av Joseph Dalton Hooker. Amphiblemma molle ingår i släktet Amphiblemma och familjen Melastomataceae. Inga underarter finns listade i Catalogue of Life.